# Hummels
Hummels ist ein Familienname.

## Herkunft und Bedeutung
Der Name stammt aus Nordrhein-Westfalen.
Der Name ist ein Patronym zu Hummel mit der Bedeutung Sohn des Hummel. Der Name könnte eine Ableitung von den alten Vornamen Humbold, Hugimar oder Hunmar („berühmter Hüne“) sein.

## Namensträger
- Cathy Hummels (* 1988), deutsche Moderatorin, Influencerin und Unternehmerin
- Hermann Hummels (* 1959), deutscher Fußballspieler
- Jonas Hummels (* 1990), deutscher Fußballspieler
- Mats Hummels (* 1988), deutscher Fußballspieler